# Rijksdagbrandverordening
De Rijksdagbrandverordening (Reichstagsbrandverordnung), officieel: Verordening van de Rijkspresident ter bescherming van volk en staat (Duits: Verordnung des Reichspräsidenten zum Schutz von Volk und Staat), was een noodverordening van 28 februari 1933 waarmee de Duitse president Paul von Hindenburg de belangrijkste grondrechten uit de Grondwet van Weimar buiten werking stelde in de nasleep van de Rijksdagbrand. Hindenburg nam de maatregel op initiatief van kanselier Adolf Hitler, die de verordening mee ondertekende, net als minister van Justitie Franz Gürtner. Volgens het kabinet-Hitler was de Rijksdagbrand, aangestoken door de Nederlandse communist Marinus van der Lubbe, het bewijs van een communistische samenzwering en was de noodverordening noodzakelijk om een communistische revolutie tegen te gaan. Een eerdere noodverordening van 4 februari 1933 had reeds de persvrijheid en de vrijheid van vergadering aan banden gelegd. Nu volgden ruimere politieke en burgerrechten uit de constitutie, in de aanloop naar de rijksdagverkiezingen van 5 maart. 
Aangezien de nazi's sleutelposities in de regering innamen, konden zij de Rijksdagbrandverordening als juridische basis gebruiken om hun tegenstanders gevangen te zetten en publicaties die als gericht tegen het nationaalsocialisme werden beschouwd, te verbieden. De verordening wordt samen met de Machtigingswet van 24 maart 1933 door historici gezien als een essentiële stap naar het einde van de democratie en de volledige machtsovername door Adolf Hitler en zijn NSDAP. De verordening maakte mee de weg vrij voor de Gleichschaltung en het vestigen van een totalitaire dictatuur.

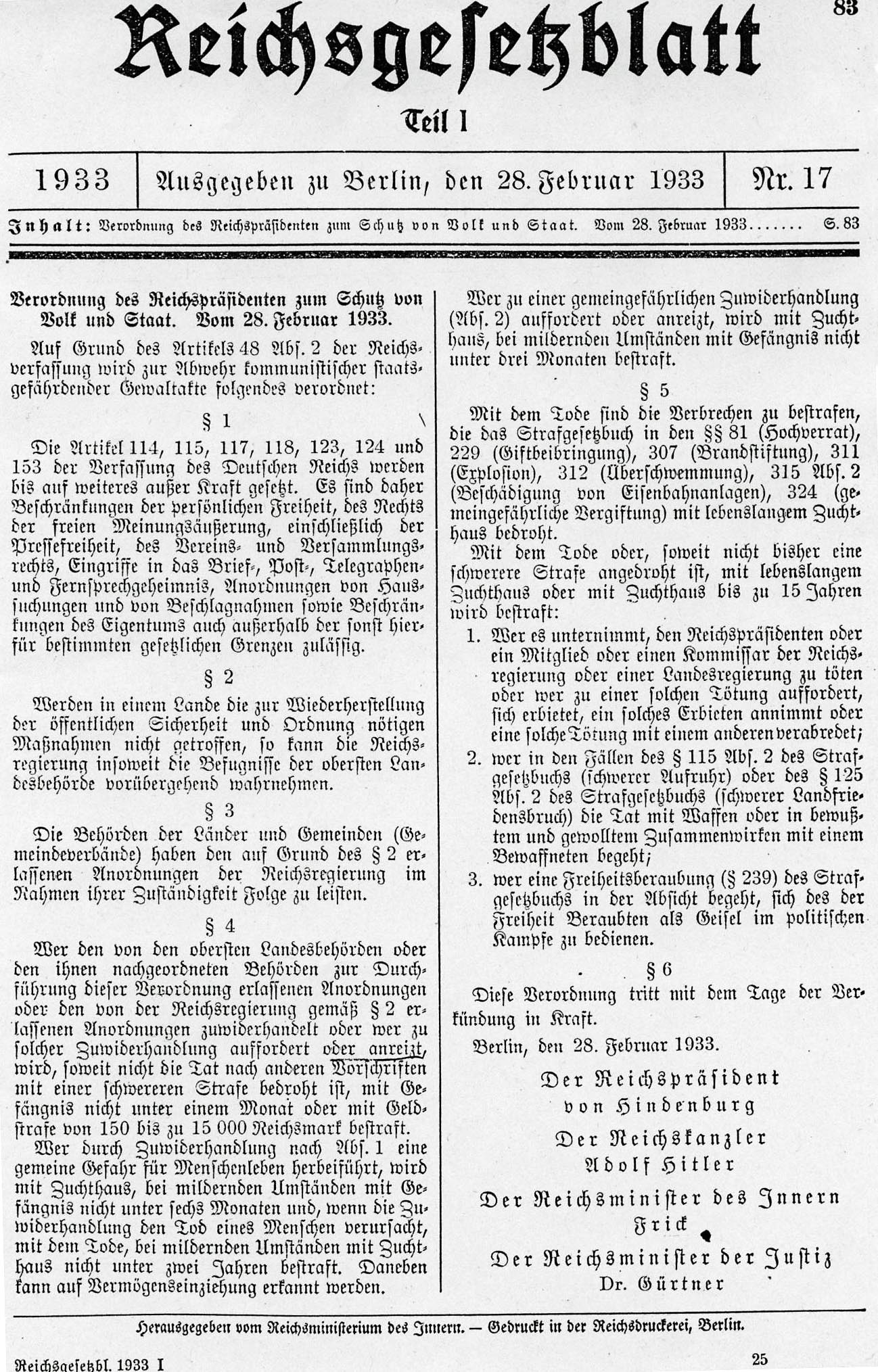
Rijksdagbrandverordening

## Achtergrond
In de constitutie van de Weimar-republiek was de mogelijkheid voor de rijkspresident opgenomen om tijdelijke noodverordeningen uit te vaardigen (artikel 48). De achtereenvolgende rijkspresidenten Friedrich Ebert (tot 1925) en vervolgens Paul von Hindenburg hadden meerdere malen van deze mogelijkheid gebruikgemaakt. Voorbeelden zijn de verordening van 13 januari 1920, uitgevaardigd naar aanleiding van het Bloedbad voor de Rijksdag op 13 januari 1920, en die van 19 maart 1920, naar aanleiding van de Kapp-putsch.
Op 15 december 1932 dreigde Kurt von Schleicher, Hitlers voorganger als rijkskanselier, in een radiotoespraak met een "streng" decreet tegen de KPD:
In vertaling:
„[…] Voor de noodzakelijke ongedaanmaking van opzettelijke verstoringen teneinde de economische rust te verzekeren, zijn in het verleden helaas een groot aantal uitzonderingsmaatregelen nodig geweest. Ik moet openlijk bekennen dat ik het rampzalig zou vinden als we in Duitsland op de lange termijn niet zonder deze strenge bepalingen zouden kunnen. Ik heb daarom mijnheer de Rijkspresident verzocht om, gezien de zonder twijfel ingetreden rust, dergelijke uitzonderingsmaatregelen op te heffen, om eindelijk weer een keer naar normale rechtsverhoudingen terug te kunnen keren. Mijnheer de Rijkspresident wil op dit voorstel ingaan in vertrouwen op de gezonde geest van de ordelievende bevolking, maar heeft wel tot uitdrukking gebracht dat hij niet zal aarzelen om een strenge verordening ter bescherming van het Duitse volk in te stellen, als hij in zijn verwachtingen wordt teleurgesteld. De professionele onruststokers, evenals het provocatieve en sfeervergiftigende deel van de pers, wil ik in verband hiermee waarschuwen dat een dergelijke verordening in de la ligt en inderdaad in haar grondigheid een excellent werk is.

Ik hoop dat de toepassing van deze verordening net zo min nodig is als de inzet van het leger. Ik wil er echter tevens ten opzichte van de staatsvijandige communistische beweging geen twijfel over laten bestaan dat de rijksregering ook niet voor draconische uitzonderingsmaatregelen tegen de communistische partij zal terugschrikken, als zij het laten vieren van de teugels zal misbruiken voor het voortzetten van de ophitsing van het volk.[…]“
Kort daarna werd Schleicher door machinaties van Von Papen aan de kant geschoven en op 30 januari 1933 werd Hitler benoemd tot rijkskanselier. President Hindenburg verzocht hem om een coalitieregering te gaan leiden. Hitler drong er bij Hindenburg op aan om de Rijksdag te ontbinden en op 5 maart nieuwe verkiezingen uit te schrijven.
In de geest van het door Schleicher aangekondigde decreet vaardigde Hindenburg op 4 februari 1933 de Verordnung des Reichspräsidenten zum Schutze des Deutschen Volkes uit. Deze mede door rijkskanselier Adolf Hitler, minister van Binnenlandse Zaken Wilhelm Frick (NSDAP) en minister van Justitie Franz Gürtner (DNVP) getekende verordening, die naar de opmerking van Schleicher ook wel "Schubladenverordnung" wordt genoemd, beknotte de vrijheid van vereniging en persvrijheid al aanzienlijk. Openbare politieke manifestaties en publicaties konden naar het oordeel van de lokale politie verboden worden. De Rijksdagbrandverordening ging daarentegen nog veel verder dan deze verordening.
Nog geen vier weken later, in de avond van 27 februari, zes dagen voor de parlementsverkiezingen, brak er brand uit in de vertrekken van de Rijksdag. Hoewel tot op de dag van vandaag de exacte omstandigheden van de brand onduidelijk zijn gebleven, was één ding wel duidelijk: Hitler en zijn kompanen benutten deze om hun macht versneld te consolideren. Hitler gaf direct de KPD de schuld van de brand en geloofde dat door de brand meer Duitsers de nazi's zouden gaan steunen. Volgens Rudolf Diels (hoofd van de politieke afdeling van de Pruisische politie, de voorloper van de Gestapo) riep Hitler tijdens de brand: "Deze ondermensen begrijpen niet hoezeer het volk aan onze kant staat. In hun muizenholen, waaruit ze nu willen komen, horen ze natuurlijk niets van het gejuich van de massa."
Met het presenteren van de Rijksdagbrand als het begin van een communistische opstand wisten de nationaalsocialisten miljoenen Duitsers met angst voor communistische terreur te vervullen. Zo kwam het in het officiële verslag te staan:

"Het afbranden van de Rijksdag was bedoeld als startsein voor een bloedige opstand en burgeroorlog. Er waren plannen om meteen op dinsdag 4 uur 's ochtends op grote schaal in Berlijn te gaan plunderen. Er is vastgesteld dat vanaf vandaag in heel Duitsland terreurdaden hadden moeten plaatsvinden tegen prominenten, tegen privé-eigendommen en tegen de levens en veiligheid van de vreedzame bevolking, en een algemene burgeroorlog had moeten worden ontketend."

Tientallen communisten zaten binnen enige uren na de brand al achter slot en grendel. De dag daarop bespraken functionarissen van het Pruisische ministerie van Binnenlandse Zaken, dat onder leiding stond van de nazi Hermann Göring, hoe deze arrestaties juridisch verantwoord konden worden. Ludwig Grauert, hoofd van de Pruisische politie, stelde een presidentiële noodverordening op basis van artikel 48 van de grondwet voor. Daarmee zou de president de bevoegdheid krijgen om  zonder toestemming van de Rijksdag welke maatregel dan ook te treffen die noodzakelijk was om de openbare veiligheid te beschermen. Dit was al eerder binnen de regering geopperd, en op 27 februari 's middags had minister van Justitie Gürtner zelfs al een concept-verordening aan het kabinet voorgelegd.
Minister van Binnenlandse Zaken Wilhelm Frick, de enige nationaalsocialist in de regering met een portefeuille, voegde er een clausule aan toe waarmee de rijksregering de deelstaatregeringen kon overnemen als zij niet in staat bleken om de orde te handhaven. Opmerkelijk was dat de regering dit al zonder noodverordening mocht doen. Frick was zich er echter terdege van bewust dat de NSDAP juist het departement van Binnenlandse Zaken had gekregen omdat het bijna geheel machteloos was; in tegenstelling tot andere Europese landen had de minister van Binnenlandse Zaken geen zeggenschap over de politie. Hij zag hierin dan ook een kans om zijn macht naar de Länder uit te breiden en een begin te maken met de nazificatie van Duitsland.
Tijdens een ingelaste kabinetszitting verklaarde Hitler dat de brand de aanzet was geweest voor een "meedogenloze strijd met de KPD", een strijd die niet "afhankelijk mocht worden gemaakt van juridische overwegingen". Ondanks de bezwaren van vice-kanselier von Papen tegen de clausule waarin de rijksregering de bevoegdheid kreeg om de leiding van de deelstaten over te nemen, werd de verordening goedgekeurd. Kort daarop verleende president von Hindenburg met zijn handtekening de verordening kracht van wet.
Op de dag van afkondiging, 28 februari 1933, werd in delen van het Duitse Rijk vastenavond gevierd, waardoor het politieke leven deels stillag en de verordening relatief onopgemerkt bleef. Vijf dagen later vonden, terwijl de Rijksdagbrandverordening dus al van kracht was, de Rijksdagverkiezingen plaats.

## Inhoud
De verordening bestond uit zes artikelen. Artikel 1 schortte de meeste grondwettelijke burgerlijke vrijheden voor onbepaalde tijd op en luidde als volgt:

Verordnung des Reichspräsidenten zum Schutz von Volk und Staat

Auf Grund des Artikels 48 Abs. 2 der Reichsverfassung wird zur Abwehr kommunistischer staatsgefährdender Gewaltakte folgendes verordnet:

§ 1. Die Artikel 114, 115, 117, 118, 123, 124 und 153 der Verfassung des Deutschen Reichs werden bis auf weiteres außer Kraft gesetzt. Es sind daher Beschränkungen der persönlichen Freiheit, des Rechts der freien Meinungsäußerung, einschließlich der Pressefreiheit, des Vereins- und Versammlungsrechts, Eingriffe in das Brief-, Post-, Telegraphen- und Fernsprechgeheimnis, Anordnungen von Haussuchungen und von Beschlagnahmen sowie Beschränkungen des Eigentums auch außerhalb der sonst hierfür bestimmten gesetzlichen Grenzen zulässig.
— Von Hindenburg

De vertaling luidt als volgt:

Verordening van de Rijkspresident ter bescherming van volk en staat

Op grond van artikel 48, lid 2 van de Grondwet van het Duitse Rijk wordt ter verdediging tegen communistische staatsgevaarlijke gewelddadigheden het volgende gelast:

§ 1. De artikelen 114, 115, 117, 118, 123, 124 en 153 van de Grondwet van het Duitse Rijk worden tot nader order buiten werking gesteld. Inperkingen van de persoonlijke vrijheid, het recht op vrijheid van meningsuiting, waaronder de persvrijheid en de vrijheid van vereniging en samenkomst, ingrepen in het brief-, post-, telegraaf- en telefoongeheim, en bevelen tot huiszoekingen, inbeslagnames en eigendomsbeperkingen zijn ook buiten de hierop betrekking hebbende wettelijke beperkingen toegestaan.
— Von Hindenburg

De artikelen 2 en 3 regelden dat het rijk de bevoegdheden van de deelstaten kon overnemen.
Artikelen 4 en 5 legden draconische straffen vast voor bepaalde overtredingen, waaronder de doodstraf voor het in brand steken van openbare gebouwen. Aan artikel 5 werd aan het "Gesetz über Verhängung und Vollzug der Todesstrafe" van 29 maart 1933 terugwerkende kracht toegekend tot 31 januari 1933, opdat Marinus van der Lubbe tot de doodstraf kon worden veroordeeld.
Artikel 6 stelde eenvoudigweg vast dat de verordening van kracht werd op de dag van publicatie.

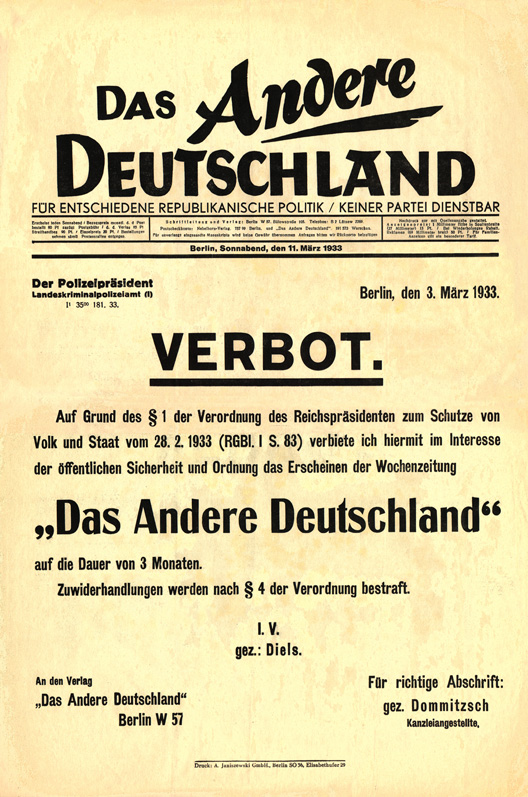
De laatste uitgave van Das Andere Deutschland, waarin de aankondiging van het verbod van het weekblad door de politie op grond van de Rijksdagbrandverordening

De tekst volgde het model zoals dat vanaf het begin van de Weimar-republiek in de diverse noodverordeningen ontwikkeld was. Een essentiële vernieuwing van de Rijksdagbrandverordening was echter dat de bevoegdheid voor het aanwenden van geweld niet werd overgedragen op de krijgsmacht, maar bij de rijksregering bleef, c.q. overgenomen van de Länder.
Deze inhoudelijk vérstrekkende regeling werd als noodverordening door president von Hindenburg afgekondigd conform artikel 48 (Noodtoestand) van de grondwet en werd mede ondertekend door rijkskanselier Adolf Hitler, minister van Binnenlandse Zaken Wilhelm Frick en minister van Justitie Franz Gürtner.
De regeling was schijnbaar bedoeld "ter verdediging tegen communistische staatsgevaarlijke gewelddadigheden" ("zur Abwehr kommunistischer staatsgefährdender Gewaltakte"), aldus de beginzin. 
Met het eerste artikel werden het recht op vrijheid van meningsuiting en de vrijheid van vereniging en allerlei andere democratische grondrechten in feite opgeheven en de Rijksdagbrandverordening verschafte zo de juridische grondslag voor een golf van arrestaties van parlementskandidaten (voor de aanstaande Rijksdagverkiezingen) die niet van nationaalsocialistische gezindte waren, evenals voor maatregelen tegen alle personen en verenigingen, wier bestaan of daden de voorgenomen omschakeling van Duitsland naar het nationaalsocialisme hinderden of konden hinderen, al dan niet vermeend.
Het tweede deel van de verordening gaf de overheid het recht in te grijpen in de regeringen van de Länder en al hun voorrechten (de zogenaamde Reservatsrechte) op te heffen. Dit vormde de basis voor de Gleichschaltung (gelijkschakeling) en centralisering van de staat.
Deze verordening, waarvan de grondwettelijkheid twijfelachtig was, effende zo de weg naar de totale dictatuur.

## Gevolgen
De verordening werd ter rechtvaardiging aangewend in de strijd tegen de communisten, zoals in de eerste zin al werd gesuggereerd. Omdat in de verordening echter geen voorbehoud werd gemaakt voor wat betreft de werkingssfeer, kon deze naar believen worden ingezet, waardoor in feite het gehele Duitse volk alle genoemde grondrechten kwijtraakte.
De verordening werd ook niet begeleid door schriftelijke richtlijnen van de regering. Nazi's als Göring, die als Pruisisch minister van Binnenlandse zaken het bevel over het grootste politiekorps van Duitsland voerde, konden het decreet dan ook naar believen interpreteren. De deelstaten die nog niet door de nationaalsocialisten geregeerd werden, beperkten zich in eerste instantie tot het verbieden van de communistische pers, vergaderingen en demonstraties en het in hechtenis nemen van KPD-functionarissen. In Pruisen daarentegen werden KPD-leiders massaal zonder gerechtelijk bevel gearresteerd; in twee weken waren op basis van de Rijksdagbrandverordening naar schatting al 10.000 mensen vastgezet. Göring had overigens al voordat de verordening van kracht werd dezelfde methode toegepast, maar deze zaken hadden voor de rechter steeds geen stand gehouden. Door de verordening bestond deze controle echter niet langer.
Onder de Duitse communisten die op basis van de Rijksdagbrandverordening gearresteerd werden, bevond zich KPD-voorzitter Ernst Thälmann, terwijl bijvoorbeeld oprichters van de KPD Wilhelm Pieck en Walter Ulbricht - toekomstige leiders van de DDR -  wisten te ontkomen en in ballingschap gingen.
Op 3 maart instrueerde Göring de Pruisische politie dat, behalve de door de verordening opgeheven grondwettelijke rechten, "ook alle andere door de rijks- of deelstaatwetten gestipuleerde beperkingen inzake politieacties" werden afgeschaft "voor zover dit noodzakelijk is (...) om de doelstelling van de verordening te behalen." Göring vervolgde:

"Om het doel van de verordening te bewerkstelligen zullen de aanvullende maatregelen (...) in eerste instantie gericht zijn tegen de communisten, maar tevens tegen diegenen die met ze samenwerken of hun misdadige doelen steunen of aanmoedigen (...); ik wil erop wijzen dat alle noodzakelijke maatregelen tegen leden of organen anders dan van communistische, anarchistische of sociaaldemocratische partijen slechts gerechtvaardigd kunnen worden door de verordening (...) indien zij van nut zijn ter verdediging tegen dergelijke communistische activiteiten in de ruimste zin des woords."

Binnen twee weken na het van kracht worden van de Rijksdagbrandverordening werden Rijkscommissarissen uitgezonden om de macht in de deelstaten over te nemen. Hiermee verspreidde de zware repressie die in Pruisen al aan de gang was, zich over de rest van Duitsland.
Ondanks de felle op de communisten gerichte retoriek verboden de nationaalsocialisten de KPD niet meteen, althans niet formeel. Niet alleen waren ze beducht voor een gewelddadige opstand, maar ook hoopten ze dat de aanwezigheid van de KPD op de kieslijst stemmen zou afsnoepen van de SPD. Maar hoewel de KPD toch nog 81 zetels wist te behalen, was het een publiek geheim dat de KPD-afgevaardigden nooit in staat zouden worden gesteld om hun zetels in te nemen; ze werden in de gevangenis gegooid zodra de politie de hand op hen wist te leggen. Daarnaast beschouwden rechters het lidmaatschap van de KPD steeds vaker als verraad. Daarmee werd in de praktijk vanaf 6 maart, de dag na de verkiezingen, de KPD verboden.
Zo'n drie weken na het van kracht worden van de Rijksdagbrandverordening versterkte Hitler zijn greep op Duitsland door het indienen van de Machtigingswet. Deze wet gaf Hitlers regering de wettelijke bevoegdheid om wetten uit te vaardigen zonder dat deze door de Rijksdag hoefden te worden goedgekeurd. Dit zou in de praktijk betekenen dat Duitsland een dictatuur zou worden. Om niets aan het toeval over te laten lieten nazi's de inmiddels gearresteerde KPD-afgevaardigden zelfs niet meetellen voor het quorum voor de stemming voor het wetsvoorstel. Ook werden een aantal Rijksdagleden van de SPD vastgezet onder mandaat van de Rijksdagbrandverordening, om er maar zeker van te zijn dat de wet met tweederdemeerderheid van de nog aanwezige parlementariërs zou worden aangenomen. Uiteindelijk bleek de uiterst intimiderende sfeer tijdens deze rijksdagzitting het stemverloop zo zeer beïnvloed te hebben dat de Machtigingswet met een meerderheid werd aangenomen die al toereikend was, zelfs als alle KPD'ers en SPD'ers aanwezig zouden zijn geweest.
In theorie gaf artikel 48 van de grondwet de Rijksdag de bevoegdheid om de maatregelen in het kader van de verordening te annuleren. Maar elke enigszins realistische kans daarop was in juli verdwenen; op dat moment waren alle partijen op de NSDAP na verboden of gedwongen zichzelf op te heffen, en de NSDAP werd tot enige legale partij van Duitsland verklaard.
De Rijksdagbrandverordening bleef de hele nationaalsocialistische periode van kracht, waardoor Hitler al die tijd in een soort staat van beleg kon regeren. Samen met de Machtigingswet vormde ze de basis voor de dictatuur van Hitler. Duizenden door Hitler uitgevaardigde decreten, zoals die waarin Duitsland tot een eenpartijstaat werd omgevormd, waren expliciet gebaseerd op deze verordening, en dus uiteindelijk op artikel 48 van de grondwet. Dit was een van de voornaamste redenen dat Hitler nooit de grondwet van Weimar afschafte, al was die na de invoering van de Machtigingswet inhoudelijk van geen enkele betekenis meer.

## Juridische toets
Al in 1941 kenschetste Ernst Fraenkel in zijn boek Der Doppelstaat de Rijksdagbrandverordening als de "grondwetsoorkonde van het Derde Rijk", omdat zij de plaats van de opgeschorte grondwet ging innemen als juridische grondslag van het nationaalsocialistische regime. Ze vormde samen met de Machtigingswet het fundament voor de permanente civiele noodtoestand en daarmee voor de ongebreidelde machtsuitoefening van de nazi's. Hiermee kon het naziregime zijn heerschappij en al zijn maatregelen een schijn van legitimiteit geven.
Volgens artikel 48 van de grondwet van de Weimar-republiek moesten bij de afkondiging en toepassing van noodverordeningen de volgende uitgangspunten in acht worden genomen:
1. De openbare orde moest "aanzienlijk" in gevaar zijn.
2. Het herstel van de orde moest het doel van de uitzonderingstoestand zijn.
3. De beperking van grondrechten was slechts "tijdelijk" toegestaan.

Of de toepassing van de verordening vanaf 28 februari 1933 aan deze voorwaarden voldeed is aanvechtbaar:
1. Of de openbare orde in gevaar was, was ter beoordeling aan de Rijkspresident.
2. De uitzonderingstoestand werd door zijn "opgerekte interpretatie" gebruikt om de orde te herstellen naar wens van de regering en niet in zin van de grondwet.
3. De verordening voorzag niet in een beëindiging van de inperkingen van de grondrechten, zij zouden "tot nader order" gelden.

## Opheffing na de nazitijd
De in § 5 genoemde strafbepalingen werden in wet 55 van de Geallieerde Controleraad van 20 juni 1947 expliciet opgeheven.
De Rijksdagbrandverordening was ook een belangrijke beweegreden voor de opstellers van de naoorlogse grondwet voor de Bondsrepubliek Duitsland om te kiezen voor een zodanige beperking van de bevoegdheden van de president dat deze de facto nog maar weinig uitvoerende macht heeft.